# Пикалов мост
Пика́лов мост — автодорожный железобетонный балочный мост через канал Грибоедова в Адмиралтейском районе Санкт-Петербурга, соединяет Коломенский и Покровский острова. Образует единый архитектурный ансамбль с Красногвардейским и Старо-Никольским мостами. Является памятником архитектуры и мостостроительного искусства XVIII века и находится под охраной государства (объект культурного наследия России федерального значения).

## Расположение
Расположен при слиянии каналов Грибоедова и Крюкова, вдоль нечётной (западной) набережной Крюкова канала между домами № 19 и 21. Рядом с мостом расположены Никольский рынок и Никольский собор. С моста открывается живописный вид на Никольский морской собор и семь окрестных мостов: Могилёвский, Красногвардейский, Ново-Никольский мосты через канал Грибоедова и Смежный, Старо-Никольский, Кашин и Торговый мосты через Крюков канал.
Выше по течению находится Красногвардейский мост, ниже — Могилёвский мост.
Ближайшая станция метрополитена (1,3 км) — «Садовая».

## Название
Название известно с 1798 года и происходит от фамилии подрядчика строительных работ Пикалова. В конце XVIII века существовало также название Перешивкин мост, поскольку рядом находился Перешивкин питейный дом. После 1812 года за мостом окончательно закрепилось современное наименование.

## История
В 1783—1785 годах при сооружении гранитных набережных был построен мост по типовому проекту, разработанному для мостов Крюкова канала и нижнего течения Екатерининского канала: деревянный трёхпролётный, на бутовых, облицованных гранитом опорах, с разводным средним пролётом. Автор проекта не установлен. Из трёх мостов, построенных одновременно (Пикалов, Мало-Калинкин, Аларчин), только Пикалов мост сохранил облик, близкий к первоначальному.
Во второй половине XIX века разводной пролёт заменили постоянным. В 1905 году деревянные балки были заменены металлическими клёпаными неразрезной системы. Работы производились под надзором инженера П. А. Лихачёва.
В 1953 году по проекту архитектора А. Л. Ротача восстановлены кронштейны с овальными фонарями типа «Вашингтон», а в 1969 году — позолота «шишек» на гранитных обелисках.

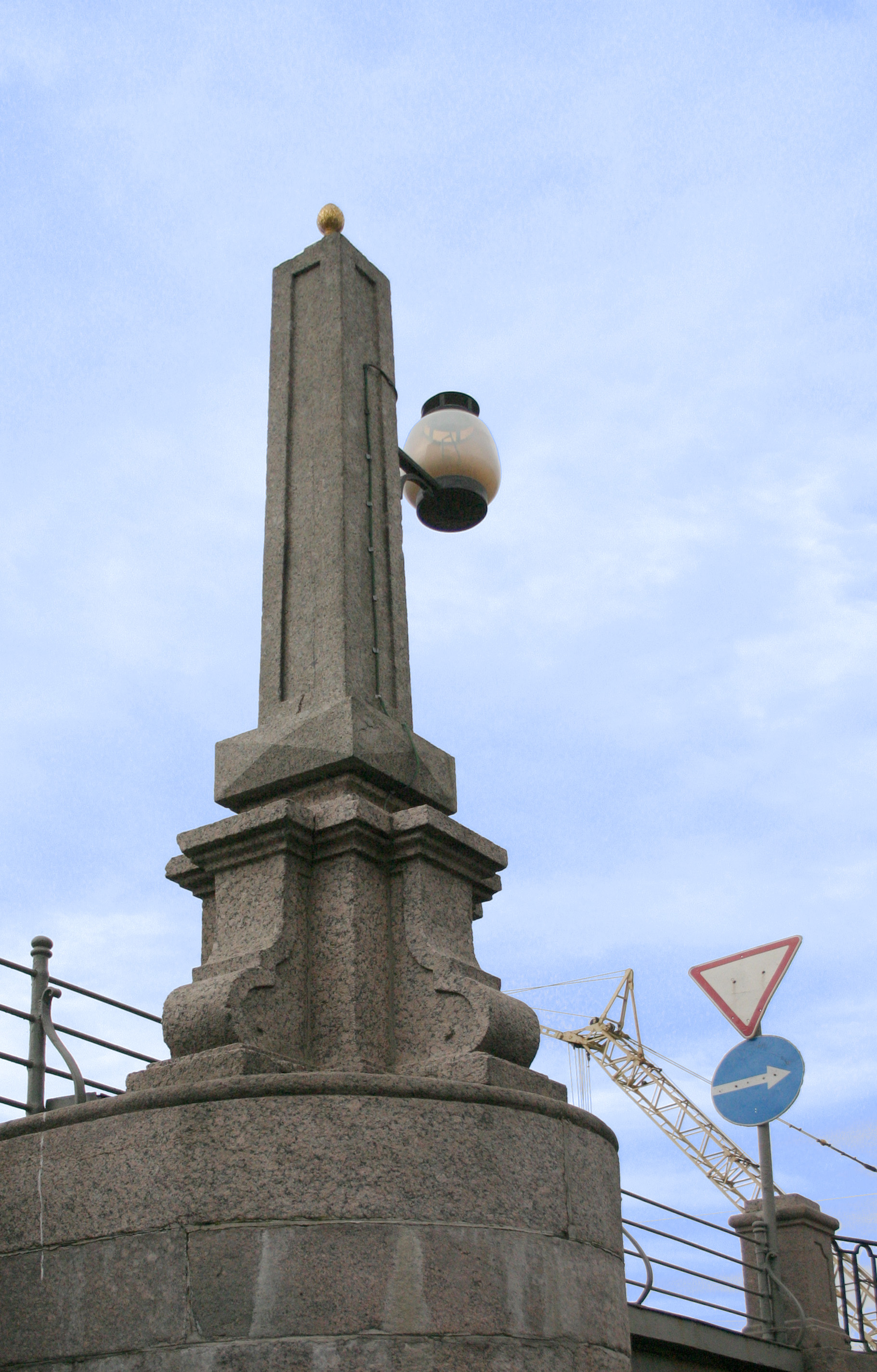
Гранитные обелиски-фонари

В 1982—1984 годах мост капитально отремонтировали по проекту инженеров института «Ленгипроинжпроект» Л. Н. Соболева и Р. Р. Шипова. Работы выполнило СУ-2 треста «Ленмостострой» под руководством главного инженера В. П. Белашова. В ходе работ были усилены свайные основания опор и устоев; заново переложено тело устоев и опор с восстановлением гранитной облицовки; металлическое трёхпролётное неразрезное строение заменено на железобетонное плитное балочно-разрезной системы. Исторический облик и конструктивные особенности моста были сохранены. В 1993 году воссозданы овальные фонари типа «Вашингтон».

## Конструкция
Мост трёхпролётный железобетонный, балочный. Пролётное строение состоит из железобетонных плит. Устои и промежуточные опоры бутовой кладки на свайном основании с массивной гранитной облицовкой. Фасады пролётного строения облицованы металлическим листом. Длина моста составляет 22,8 (25,0) м, ширина — 10,6 м.
Мост предназначен для движения автотранспорта и пешеходов. Проезжая часть моста включает в себя 2 полосы для движения автотранспорта. Покрытие проезжей части и тротуаров — асфальтобетон, на примыкании к набережным на тротуарах уложены гранитные плиты. Тротуары отделены от проезжей части высоким гранитным парапетом. Перильное ограждение металлическое простого рисунка, состоит из горизонтальных стальных прутов, укреплённых на чугунных столбиках. На боковых закруглениях средних опор за пределами пролётного строения установлены гранитные обелиски на фигурных пьедесталах, завершенные золочеными «шишками». На обелисках установлены овальные фонари типа «Вашингтон».